# Leovigildo
Leovigildo ou Liuvigildo (em latim: Flavius Liuvigildus Rex; em gótico: *Liubagilds) foi rei dos Visigodos do Reino de Toledo no período de 569 d.C. a 586 d.C. e professava o arianismo. Fortaleceu a autoridade real em toda a Hispânia. Pacificou revoltas em Córdova e em Ourense. Dominou províncias distantes como Cantábria e Astúrias.
Em 575, atacou os montes Aregenses em resposta à batalha do rei suevo Miro.
O seu filho, Hermenegildo, era católico e revoltou-se contra o pai, que era ariano. Leovigildo ocupou Mérida e cercou Sevilha. O filho pediu apoio do exterior. Suevos foram em sua ajuda. O rei Miro morreu em batalha em 583. Eborico, seu filho, passou a ser o rei suevo, aliado de Leovigildo.
Leovigildo resolveu anexar o Reino Suevo da Galiza, e em 585 juntou os dois reinos. Morreu em 586.